# Scritti corsari
(Pier Paolo Pasolini, Scritti corsari, Aldo Garzanti Editore, 1975, p. 105)
Scritti corsari è una raccolta di articoli che Pier Paolo Pasolini pubblicò tra il 1973 e il 1975 sulle colonne del Corriere della Sera e delle riviste Tempo illustrato, Il Mondo, Nuova Generazione e Paese Sera, comprendente una sezione di documenti allegati redatti da vari autori. Uscì in libreria postumo, nel novembre 1975, sebbene lo scrittore ne avesse già revisionato le bozze presso l'editore Garzanti.
Si tratta di una raccolta di interventi il cui tema centrale è la società italiana, i suoi mali e le sue angosce. Pasolini, figura solitaria e analista crudamente lucido, si scontra con quel mondo di perbenismo e conformismo che ritiene responsabile del degrado culturale della società consumistica. Osservatore controcorrente, egli riesce ad esprimere tesi politiche di grande attualità, trattando tematiche sociali alla base dei grandi scontri culturali dell'epoca, come l'aborto e il divorzio.